# Icking
Icking is een gemeente in de Duitse deelstaat Beieren, en maakt deel uit van het Landkreis Bad Tölz-Wolfratshausen.
Icking telt 3.706 inwoners.

## Dorpen in de gemeente
- Attenhausen
- Dorfen
- Holzen
- Icking
- Irschenhausen
- Meilenberg
- Obere Alpe
- Schlederloh
- Schützenried
- Spatzenloh
- Wadlhausen
- Walchstadt

Bad Heilbrunn ·
Bad Tölz ·
Benediktbeuern ·
Bichl ·
Dietramszell ·
Egling ·
Eurasburg ·
Gaißach ·
Geretsried ·
Greiling ·
Icking ·
Jachenau ·
Kochel am See ·
Königsdorf ·
Lenggries ·
Münsing ·
Reichersbeuern ·
Sachsenkam ·
Schlehdorf ·
Wackersberg ·
Wolfratshausen